# Pecangaan (ort i Indonesien)
Pecangaan är en ort i Indonesien.   Den ligger i provinsen Jawa Tengah, i den västra delen av landet, 400 km öster om huvudstaden Jakarta. Pecangaan ligger 18 meter över havet och antalet invånare är 61 046.
Terrängen runt Pecangaan är huvudsakligen platt, men österut är den kuperad. Runt Pecangaan är det mycket tätbefolkat, med 1 573 invånare per kvadratkilometer. Närmaste större samhälle är Kudus, 18,6 km sydost om Pecangaan. Omgivningarna runt Pecangaan är en mosaik av jordbruksmark och naturlig växtlighet.